# Лара Фабіан
Ла́ра Фа́біан (англ. Lara Fabian; справжнє ім'я — Лара Крокер, англ. Lara Crokaert; нар. 9 січня 1970, Еттербек, Бельгія) — бельгійська та канадська співачка сопрано, що відома всьому світу сильним вокалом та філігранною технікою виконання. Виконує пісні французькою, англійською, італійською мовами, якими вільно володіє, а також іспанською, португальською й іншими мовами.
За походженням — італо-бельгійка, має бельгійське та канадське громадянство.
Голос Лари Фабіан має співочий діапазон в 4,1 октави, а також може бути класифікований як ліричне сопрано. При співі Лара також використовує свистковий регістр та вібрато.
Представниця Люксембурга на Євробаченні 1988.

## Життєпис

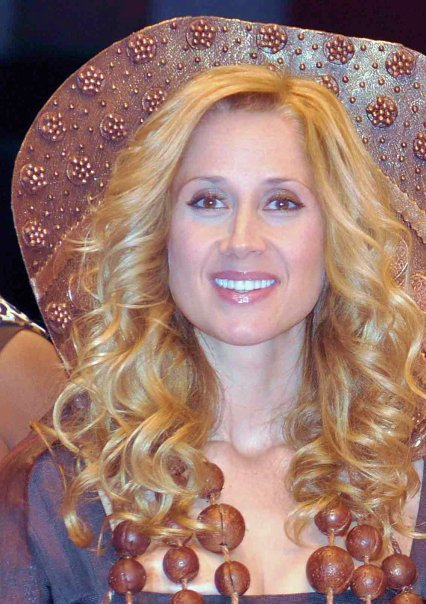
Лара Фабіан, 2009 рік

Популярна франкомовна співачка Лара Фабіан народилася 9 січня 1970 року в бельгійському місті Еттербек (Etterbeek) в сім'ї фламандця і сицилійки. З дитинства вона мріяла стати співачкою, займалася в музичній і танцювальній школах, а пізніше — в Королівській Академії у Брюсселі (Conservatoire Royal de Bruxelles).
У 14 років Лара виступала в клубах Брюсселя, виконуючи композиції під акомпанемент батька-гітариста, брала участь і перемагала у багатьох європейських музичних конкурсах. Отриманий таким чином солідний сценічний досвід надав Фабіан всі переваги для вдалого виступу на конкурсі в Тремлені. Цей конкурс відкриття нових талантів проводиться в Брюсселі протягом багатьох років. Участь у ньому приніс успіх молодій співачці: Лара отримує відразу три головні призи.
У 1988 році брала участь у конкурсі «Євробачення» від Люксембургу з піснею «Croire», де посіла четверте місце. У 1991 році вона переїхала до Монреаля (Канада). У тому ж році вийшов перший альбом співачки під назвою «Lara Fabian», а саму Лару номіновано на премію Фелікс (European Film Awards — щорічна премія континентальної Європейської академії кіно).
У 1993—1994 роках Фабіан брала участь у різних фестивалях. Кінець 1993 ознаменований отриманням золотого диска у 50 тисяч примірників і новою номінацією на Фелікса. Незабаром продажі альбому досягли 100 тисяч.
У 1994 році вона випустила другий альбом «Carpe Diem», який отримав статус золотого через два тижні. А через кілька місяців тираж проданих дисків перевищив 300 тисяч примірників. На церемонії Gala de l'ADISQ 95, знаменитій роздачею Феліксів, Лара отримала престижну премію як «Найкраща виконавиця року» і за «Найкращий концерт». Одночасно з цим, вона була нагороджена і в Торонто, на церемонії Juno, яка є англомовним аналогом.
З появою в жовтні 1996 року в Канаді третього альбому Pure Лара стає зіркою першої величини. У тому ж, 1996 році, Walt Disney запропонував Ларі озвучити роль Есмеральди в мультиплікаційному фільмі «Le Bossu de Notre Dame».
У 1997 році її альбом мав шалений успіх на старому континенті. 18 вересня Лара отримала свій перший європейський золотий диск (Polygram Belgique). 26 жовтня вона була номінована на Фелікс у п'яти номінаціях і стала власницею статуетки за «Найпопулярніший альбом року». У січні 1998 року Лара провела турне по Франції, що закінчилося концертами у паризькій Олімпії. Через кілька днів вона отримала нагороду як «Відкриття 1997 року».
У листопаді 1999 року в Європі і в Канаді вийшов перший англомовний альбом Фабіан. Альбом Adagio (відоміший під назвою Lara Fabian) — результат співпраці найкращих продюсерів США — записувався протягом двох років в США, Лондоні і Монреалі. Цим диском Лара намагалася підкорити світову поп-сцену, зокрема американський ринок.
Навесні 2000 року Фабіан не сходила з екрану телебачення Франції, вона брала участь у різних телепередачах. Її сингл «I will love again» займав перший рядок у Billboard Club Play Chart. 30 травня 2000 альбом вийшов в Америці.
У липні і в серпні 2000 року Фабіан вирушила в тріумфальне турне, що складалося з 24 концертів у Франції, Бельгії, Швейцарії. 5 листопада вона отримала Фелікс як найкраща канадська виконавиця, що співає не французькою мовою.
У червні 2001 року Фабіан записала пісню «For Always», саундтрек до фільму Спілберга «AI». У липні 2001 року з'явився новий сингл Лари Фабіан J'y crois encore, який передбачив вихід, через кілька тижнів, її нового альбому під назвою Nue. 14 грудня у Брюсселі Фабіан почала своє турне Nue, слідом за яким вона випустила подвійний CD live і DVD Lara fabian Live. Незабаром вона знову вирушає в турне, цього разу акустичне. Також заспівала пісню «Tu es mon autre» в дуеті з франкомовною бельгійською співачкою Мауран.
У 2004 році Лара дала серію концертів в Москві, в Бейруті, на Таїті. У травні 2004 вона випустила свій другий англомовний альбом A wonderful life, першим синглом з якого став No big deal. У лютому 2005 року вийшов її новий альбом Neuf («9»).
Після двомісячної перерви Лара вирушила в турне під назвою «Un regard 9» («Погляд 9»), який почався з Олімпії у Франції. Незабаром з'явився диск «Un regard 9 Live», до якого увійшли записи з концертів, що прогриміли в березні 2006 року в Парижі. 20 листопада 2007 співачка стала мамою. Дочку Лу вона назвала так на честь своєї мами. Батьком дівчинки став французький режисер Жерар Пуллічино.
Міні-турне Лари Фабіан, що відбулося навесні 2008 року, завершилося в Україні, яку співачка відвідала вперше. Концерт відбувся в київському палаці «Україна», зібрав повний зал і отримав дуже тепле прийняття київської публіки.
26 травня 2009 року вийшов довгоочікуваний альбом Фабіан Toutes Les Femmes En Moi («Всі жінки в мені»). Це — альбом-«автопортрет», в якому Лара демонструє своє захоплення деякими з жінок-співачок у Франції та Квебеку, які, на думку Фабіан, до певної міри «створили її».
У лютому 2010 року відбувся перший концерт Лари в Одесі (21 лютого), після чого співачка другий раз виступила в Києві (23 лютого).
З травня по липень 2010 року в Україні відбулося знімання музичного фільму «Мадемуазель Живаго», в основі якого — 12 поєднаних між собою кіно-новел на пісні Лари Фабіан, дія яких відбувається й в 19-му столітті, і в часи Другої світової війни, у наш час і в далекому майбутньому. Головною героїнею всіх новел буде Жінка, роль якої виконала Фабіан. Автор музики і продюсер фільму — російський композитор Ігор Крутий. Режисер — популярний український кліпмейкер Алан Бадоєв. Зйомки картини стартували у Львові 20 травня, а пізніше перемістилися в інші міста України. Створюючи фільм «Мадемуазель Живаго», знімальна група також побувала у Франції та Новій Зеландії. Всі композиції, написані співачкою для цього фільму англійською, французькою, іспанською та італійською мовами, склали окремий альбом «Mademuaselle Jivago».
28 і 29 жовтня 2010 року в Національному палаці мистецтв «Україна» відбулася прем'єра шоу «Мадемуазель Живаго» за участю Ігоря Крутого й Лари Фабіан.
Виступи Фабіан відрізняються від більшості світових поп-зірок відсутністю підтанцьовки, декорацій і новомодних костюмів. Співачка виходить на сцену в строгих сукнях, з мінімумом прикрас і косметики, задовольняючись лише своїм унікальним голосом. Її композиції зроблені у найкращих традиціях французького шансону.
Станом на початок 2010 дискографія Лари Фабіан налічує 12 альбомів. За кілька років по всьому світі розійшлося понад 10 мільйонів копій її платівок.

## Дискографія

### Студійні альбоми
- 1991: Lara Fabian
- 1994: Carpe Diem
- 1996: Pure
- 1999: Lara Fabian
- 2001: Nue
- 2004: A Wonderful Life
- 2005: 9
- 2009: Toutes les femmes en moi
- 2009: Every Woman in Me
- 2010: Mademoiselle Zhivago
- 2013: Le Secret
- 2015: Ma vie dans la tienne
- 2017: Camouflage
- 2019: Papillon

### Концертні альбоми
- 1999: Live
- 2002: Live 2002
- 2003: En Toute Intimité
- 2006: Un regard 9 Live
- 2011: Toutes les femmes en moi font leur show

### Збірники
- 2004: Long Box
- 2010: Best of Lara Fabian
- 2011: Je me souviens
- 2015: Essential Lara Fabian (вийшов лише в Італії та США)
- 2015: Selection Lara Fabian (вийшов у 23 країнах)